# BeActive
BeActive, Produções Interactivas S.A. é uma produtora portuguesa especializada no desenvolvimento e implementação de soluções de conteúdos televisivos para os novos media: telemóvel e internet.
Nascida em 2002, a empresa cruza os medias tradicionais – televisão, rádio e  imprensa – com os novos, nomeadamente a Internet e os telemóveis.
A empresa aposta na internacionalização como forma de expansão da sua actividade comercial. Foi a primeira produtora nacional a vender um formato português  a nível internacional, assinando um contrato de co-produção com um dos maiores estúdios de Hollywood, a Sony Pictures Entertainment.
A empresa é responsável pela primeira produção portuguesa alguma vez nomeada para os prémios Emmy. A série Castigo Final concorre na categoria "Internacional Digital" na edição dos prémios de 2010.

## Produções
- O Diário de Sofia (2005) [3]
- T2 para 3 (2008) [2]
- Castigo Final (2009) [2]